# Johann Martin May (Politiker)
Johann Martin May (* 29. Juni 1793 in Frankfurt am Main; † 20. Mai 1866 ebenda) war ein Politiker der Freien Stadt Frankfurt.

## Familie
May war der Sohn des Frankfurter Metzgermeisters Andreas Christian und dessen Ehefrau Maria Magdalena geborene Lengfelder. Er heiratete 1819 in Frankfurt Maria Magdalena geborene Stromsdörfer verwitwete Hax. Sein Sohn Johann Andreas May (1819–58) wurde ebenfalls  Metzgermeister und Mitglied des Gesetzgebenden Körpers. Der Sohn Johann Valentin May (1827–1908) wurde Dr. jur., Rechtsanwalt und Justizrat, floh nach Beteiligung am badischen Aufstand 1848 in die Schweiz, wurde in Abwesenheit zum Tode verurteilt, war Anwalt in Liestal im Kanton Basel-Land, kehrte 1864 nach Frankfurt zurück, wo er das Pflegamt der Stiftung Hospital zum Heiligen Geist leitete und sich große Verdienste um das Musikleben erwarb.

## Leben
Johann Martin May war Metzger in Frankfurt am Main. Er gehörte 1832 bis 1834, 1837 bis 1841 und 1845 1850 dem Gesetzgebenden Körper an. Am 25. Oktober 1848 wurde er in die Constituierende Versammlung der Freien Stadt Frankfurt gewählt.
May war 1814 als Freiwilliger Kriegsteilnehmer gegen Frankreich. Er trat für die Interessen des gewerblichen Mittelstandes ein und war 1844 einer der Gründer des Hilfsvereins für notleidende Handwerker. 1848 war er Autor einer an das Paulskirchenparlament gerichteten Denkschrift über die „Arbeiterfrage“. 1844 war er Mitbegründer des Hilfsvereins für notleidende Handwerker und im Sommer 1848 Präsident des Deutschen Handwerker- und Gewerbekongresses.